# Ferdinand Beyer

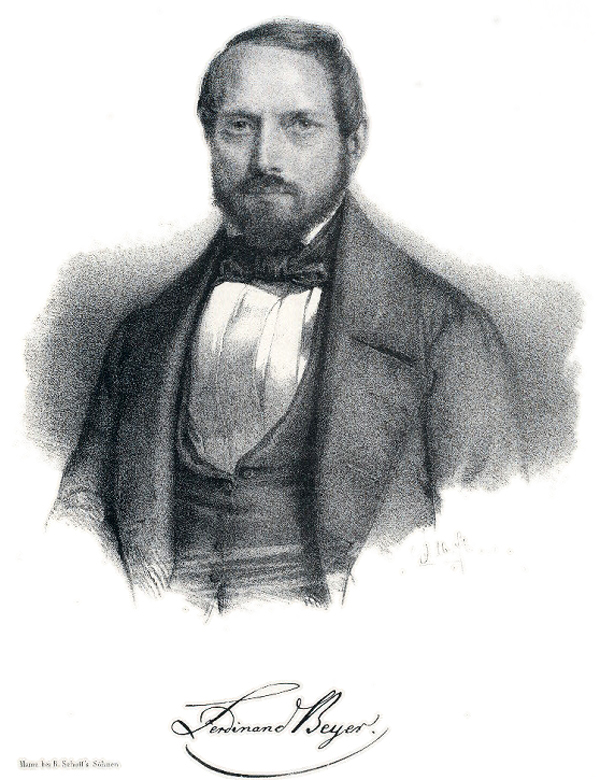
Fue un pianista y compositor alemán.￼Ayuda

Ferdinand Beyer (25 de julio de 1803 - 14 de mayo de 1863) fue un pianista y compositor alemán.
De su obra, la composición más importante (y quizás la única de cierta relevancia) es el método Escuela Preparatoria de Piano, op. 101. Se trata de una compilación de 106 ejercicios simples para piano, de complejidad gradual, destinados a la iniciación en el estudio de ese instrumento. Ese texto es todavía uno de los más famosos de la didáctica del piano.